# Chokwea forchhammeri
Chokwea forchhammeri är en insektsart som beskrevs av Johnsen 1990. Chokwea forchhammeri ingår i släktet Chokwea och familjen gräshoppor. Inga underarter finns listade i Catalogue of Life.